# Giuseppe Maria Castellani
Giuseppe Maria Castellani OESA (ursprünglich Pietro Raffaele Castellani; * 18. Februar 1798 in Rom; † 10. Dezember 1854 ebenda) war ein italienischer Kurienbischof.

## Leben
Pietro Raffaele Castellani trat in den Augustinerorden ein und nahm den Ordensnamen Giuseppe Maria an. Die Priesterweihe als Ordenspriester der Augustiner empfing er am 23. September 1820. Am 12. März 1831 erlangte er den Magistergrad der Theologie. Danach war er Regens und später Prior des Konvents von Sant’Agostino in Rom und Pfarrer an dieser Kirche.
Papst Gregor XVI. ernannte ihn am 12. April 1839 zum Sakristan Seiner Heiligkeit und am 8. Juli desselben Jahres zum Titularbischof von Porphyreon. Die Bischofsweihe spendete ihm am 14. Juli 1839 Kardinal Costantino Patrizi Naro; Mitkonsekratoren waren Nicola Mattei Baldini, Erzbischof von Camerino, und  Erzbischof Ludovico Tevoli.
Giuseppe Maria Castellani starb im 57. Lebensjahr nach 15 Jahren als Bischof.